# Olios kassenjicola
Olios kassenjicola là một loài nhện trong họ Sparassidae.
Loài này thuộc chi Olios. Olios kassenjicola được Embrik Strand miêu tả năm 1916.